# 玉树市
玉树市（藏語：ཡུལ་ཤུལ་གྲོང་ཁྱེར།，威利转写：yul shul，藏语拼音：Yüxü）是中华人民共和国青海省玉树藏族自治州东南部下属的一个县级市，位于通天河上游西面。面积13462平方公里，常住总人口约15万，其中93%为藏族。市人民政府驻結古街道。

## 行政区划
玉树市下辖4个街道办事处、2个镇、5个乡：
结古街道、扎西科街道、西杭街道、新寨街道、隆宝镇、下拉秀镇、仲达乡、巴塘乡、小苏莽乡、上拉秀乡、安冲乡和哈秀乡。
玉树县2011年提出撤县建市，2013年7月，经国务院批准，撤销玉树县，设立县级玉树市。2014年撤销结古镇在玉树市区设立4个街道办事处。

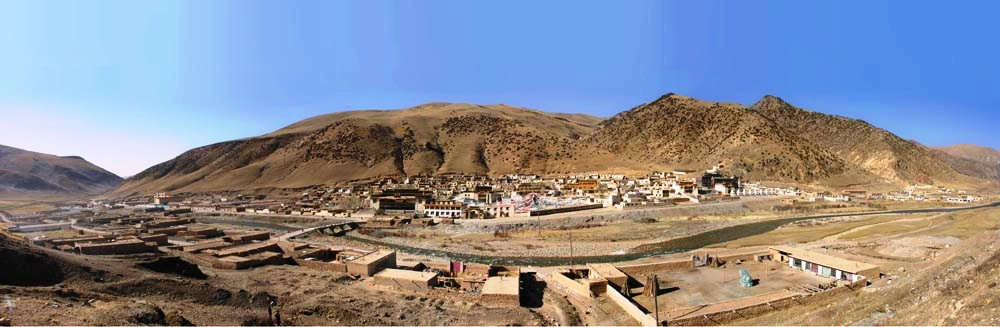
下拉秀镇

## 人口
根据第七次全国人口普查结果，现将2020年11月1日零时全市常住人口的基本情况公布如下：全市常住人口为141308人，与2010年第六次全国人口普查的120447人相比，增加20861人，增长17.32%，年均增速为1.61%。

## 交通
- 214国道、 215国道、 345国道过境。
- 西丽高速北段现止于玉树
- 玉树巴塘机场

## 自然災害
2010年4月14日上午7时起，玉树县发生里氏7.1级地震，縣政府所在地結古鎮有9成以上民房倒塌。
玉树地震造成2698人死亡，失踪270人，12135人受伤。